# شبكة دبليو دبليو إي
دبليو دبليو أي نتورك (بالإنجليزية:WWE Network) شبكة تلفزيون بث حي أمريكية تملكها شركة دبليو دبليو إي والشبكة موجودة في عدة دول من انحاء العالم تأسست عام 2014.

## مناطق الخدمة

توفر شبكة دبليو دبليو إي على مستوى العالم
متوفر
غير متوفر
غير معروف

- الولايات المتحدة (منذ 24 فبراير 2014).
- آسيا (منذ 12 أغسطس 2014).
- المملكة المتحدة وجمهورية أيرلندا وإيطاليا (منذ 13 يناير 2015).
- باكستان والهند والشرق الأوسط (منذ 24 مارس 2015).
- شمال افريقيا وغرب أفريقيا (منذ 2 نوفمبر 2015).
- اليابان وألمانيا والنمسا وسويسرا (منذ 5 يناير 2016).

## روابط خارجية
- الموقع الرسمي